# Petra Morzé
Petra Morzé (Klagenfurt, 1º ottobre 1964) è un'attrice austriaca.
Il suo vero nome è Petra Kogelnig.
Prevalentemente attrice di teatro, formatasi all'Università di Musica e Arte Drammatica di Graz, fa attualmente parte della compagnia del Burgtheater di Vienna.
In televisione ha recitato in serie di successo come il commissario Rex.

## Filmografia parziale
- Antares 2004
- Karo und der liebe Gott 2005
- Import, Export 2007
- North Face - Una storia vera 2008
- Lourdes 2009